# دلافين سنامية
الدلافين الحدباء أو الدلافين السنامية (الاسم العلمي: Humpback dolphin) تتبع جنس (Sousa). تتميز هذه الدلافين بالحدبات الواضحة والزعانف الظهرية الممدودة الموجودة على ظهور الأفراد البالغة منها.